# Cosmo (álbum de Doug Clifford)
Cosmo es el primer álbum en solitario del baterista de Creedence Clearwater Revival, Doug Clifford. El nombre del álbum, proviene del apodo de Clifford. Fue grabado en las sesiones de Mardi Gras. Fue lanzado en septiembre de 1972.

## Lista de canciones
1. Latin Music - 3:14
2. Regret It - 2:22
3. Guitars, Drums & Girls - 2:13
4. I'm A Man - 2:26
5. She's About A Mover - 2:30
6. I Just Want To Cry - 2:50
7. Get Your Raise - 2:37
8. Daydream - 2:11
9. Take A Train - 2:13
10. Death Machine - 2:25
11. Swingin' In A Hammock - 2:25

- Datos: Q5174240